# Sérgio Vieira de Mello

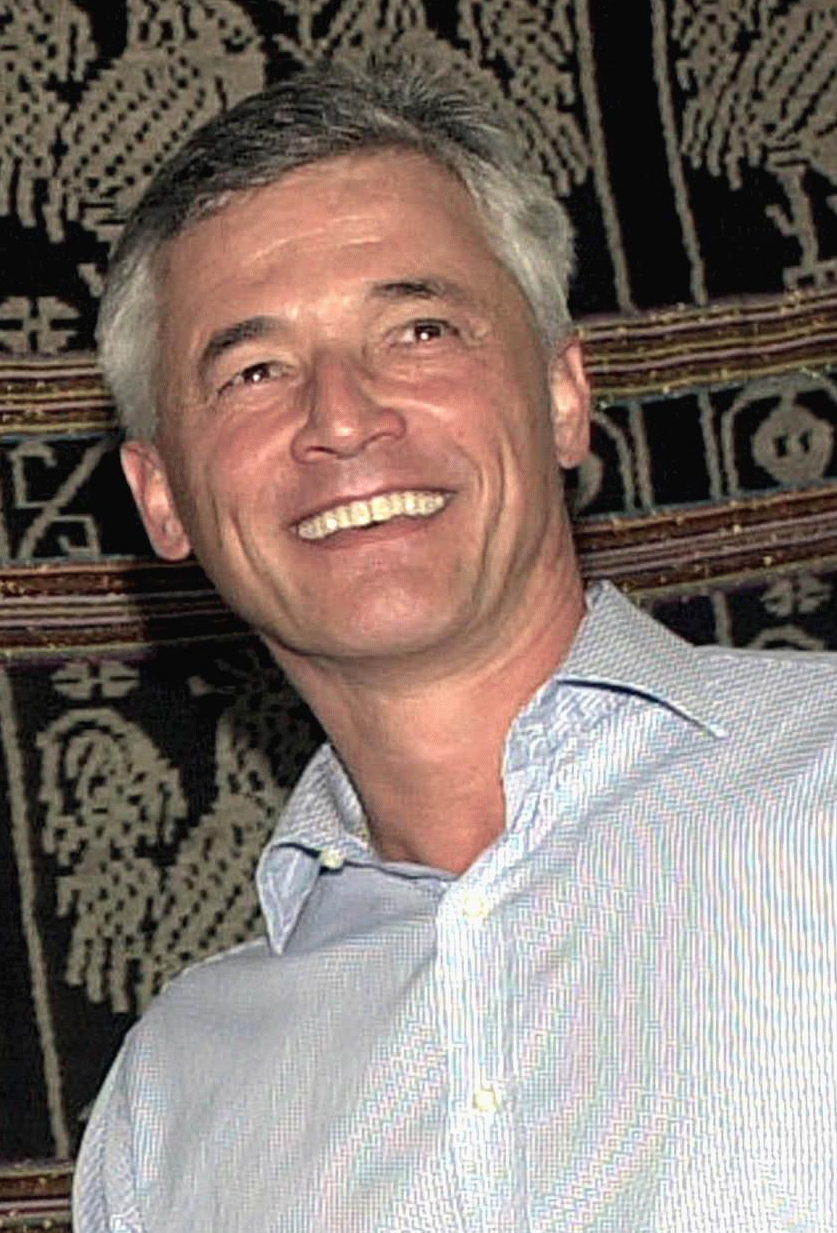
Sérgio Vieira de Mello

Sérgio Vieira de Mello (ur. 15 marca 1948, zm. 19 sierpnia 2003 w Bagdadzie) – dyplomata brazylijski. Posiadał dwa doktoraty nauk humanistycznych Sorbony; władał 6 językami. 34 lata pracował w systemie ONZ. Z najważniejszych jego funkcji należy wymienić urząd: Specjalnego Przedstawiciela Sekretarza Generalnego ONZ w Kosowie (od czerwca do lipca 1999), Administratora Narodów Zjednoczonych dla Timoru Wschodniego (1999-2002), urząd Wysokiego Komisarza ONZ ds. Praw Człowieka (2002-2003) i urząd Specjalnego Wysłannika Sekretarza Generalnego ONZ ds. Iraku (od maja 2003). Podczas pełnienia tej funkcji został zabity w zamachu bombowym na siedzibę placówki ONZ.
Od 2004 Stowarzyszenie Willa Decjusza przyznaje nagrodę jego imienia. Wśród jej laureatów byli m.in. Tadeusz Mazowiecki, Szewach Weiss, Fatos Lubonja i Leopold Unger. W 2008 roku Zgromadzenie Ogólne ONZ wybrało dzień śmierci Sérgio Vieira de Mello, oraz 21. pozostałych ofiar zamachu, na obchody Światowego Dnia Pomocy Humanitarnej.